# Yaginumaella senchalensis
Yaginumaella senchalensis is een spinnensoort uit de familie springspinnen (Salticidae). De soort komt voor in India.